# Waldpark Viršuliškės
Der Waldpark Viršuliškės (lit. Viršuliškių miško parkas) ist ein Waldpark in Viršuliškės der litauischen Hauptstadt Vilnius. Die Adresse lautet Laisvės prospektas 57. Der abgelegene Kiefernwald zwischen Viršuliškės und Šeškinė wird von Anwohnern besucht und liegt zwischen den sowjetischen Wohnhäusern, gebaut in Sowjetlitauen. Im Park gibt es große Beton-Skulpturen (die größte ist  3 Meter hoch).  Sie wurden nach dem Kunstprojekt-Förderprogramm „Kuriu Vilnių“ der Stadtgemeinde Vilnius gebaut und sollten den Stadtteil beleben. Der Autor ist junger litauischer Bildhauer Mykolas Sauka (* 1989).